# القوات الجوية البيلاروسية
القوات الجوية البيلاروسية هو سلاح الجو للقوات القوات المسلحة البيلاروسية، التي تشكلت في عام 1992 من القوات الجوية السوفياتي القوات التي كانت تخدم في جمهورية بيلاروسيا الاشتراكية السوفياتية.